# Heroldishausen
Heroldishausen és un municipi situat al districte d'Unstrut-Hainich, a Turíngia, Alemanya, amb una altitud de 207 metres. La seva població a finals de 2017 era de 192 habitants i la seva densitat de 60 hab/km².
S'ubica al nord de la ciutat d'Eisenach, al nord-oest de Erfurt, la capital de l'estat federal.